# Golofa testudinarius
Golofa testudinarius är en skalbaggsart som beskrevs av Heinrich Bernward Prell 1934. Golofa testudinarius ingår i släktet Golofa och familjen Dynastidae. Inga underarter finns listade i Catalogue of Life.